# Kolbeinsey

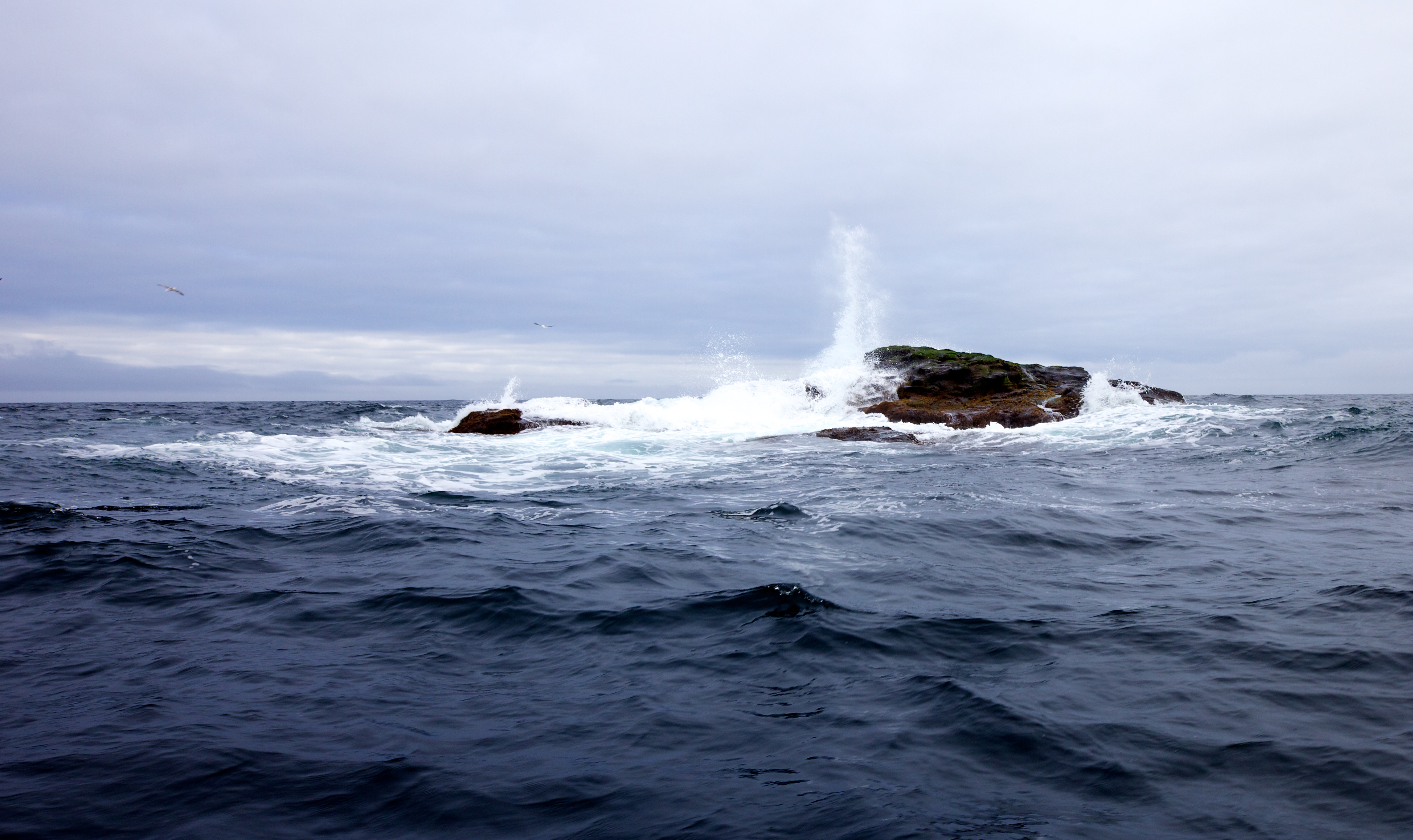
Kolbeinsey

Kolbeinsey (ou Ilha Kolbeinn, Rochedo das Gaivotas, Mevenklint, Mevenklip, ou Meeuw Steen) é uma pequena ilha vulcânica 105 km ao largo da costa norte da Islândia,  4 km a norte-noroeste da ilha Grímsey. A ilha é o ponto mais a norte da Islândia e fica a norte do Círculo Polar Ártico. É uma plataforma de basalto, desprovida de vegetação, sujeita a rápida erosão pelas ondas. Esperava-se que desapareceria em 2020, mas, em Agosto do mesmo ano verificou-se que dois pequenos pedaços de rocha ainda sobrevivem. Crê-se que a última erupção teve lugar em 18 de setembro de 1755.
A dimensão original da ilha é desconhecida. Quando foi medida pela primeira vez em 1616, o seu tamanho era de 700 m medidos de norte a sul e 100 m de leste a oeste. Em 1903, já só tinha metade desse tamanho. Em agosto de 1985, tinha 39 m de comprimento. No início de 2001, Kolbeinsey tinha-se reduzido a apenas 90 m2 de área. A altitude máxima atual é de apenas 8 m.
Em 1989 foi construído um heliponto. mas esforços para preservar a ilha ficaram por realizar devido a acordos internacionais com a Dinamarca referentes a fronteira marítimas. A ilha recebeu o seu nome em homenagem a Kolbein Sigmundsson de Kolbeinsdal em Skagafjörður, que se supõe ter encalhado na ilha e aí morrido com a sua tripulação.